# 2020 VT4
2020 VT4是一颗小行星，在UTC时间2020年11月14日17:30擦过地球表面370 km（230 mi）。

## 发现
2020年11月14日，小行星陆地撞击持续报警系统（ATLAS）在夏威夷州的莫亚罗纳天文台发现了2020 VT4。这个发现随后被报告给小行星中心的近地小行星确认页并给予内部编号A10sHcN。